# Gidget (film)
Pour les articles homonymes, voir Gidget.
Série
Gidget à Hawaï
(1961)
Pour plus de détails, voir Fiche technique et Distribution.
Gidget est un teen movie américain réalisé par Paul Wendkos et sorti en 1959.
Il est considéré comme un film précurseur de la culture du surf aux États-Unis,,.

## Synopsis
Frances, jeune fille de 17 ans surnommée Gidget (mot-valise pour girl et midget), passe des vacances estivales avec une bande de copines. Ses parents souhaitent qu'elle fréquente un ami de la famille, Jeffrey Matthews, mais elle rencontre un jeune surfeur.

## Fiche technique
- Réalisation : Paul Wendkos
- Producteur : Lewis J. Rachmil
- Production : Columbia Pictures Corporation
- Scénario : Gabrielle Upton d'après un roman de Frederick Kohner
- Lieu de tournage : Malibu, Californie
- Image : Burnett Guffey
- Musique : Fred Karger (chanson Gidget, paroles de Patti Washington), et The Next Best Thing to Love, paroles de Stanley Styne
- Montage : William A. Lyon
- Durée : 95 minutes
- Date de sortie : 10 avril 1959

## Distribution
- Sandra Dee : Francie Lawrence (Gidget)
- James Darren : Jeffrey Matthews (Moondoggie)
- Cliff Robertson : Burt Vail (The Big Kahuna)
- Arthur O'Connell : Russell Lawrence
- The Four Preps : Band at Beach
- Mary LaRoche : Mrs. Dorothy Lawrence
- Joby Baker : Stinky
- Tom Laughlin
- Sue George : Betty Louise (B.L.)
- Robert Ellis : Hot Shot
- Jo Morrow : Mary Lou
- Yvonne Craig : Nan
- Patti Kane : Patti
- Doug McClure : Waikiki
- Burt Metcalfe : Lord Byron

## Autour du film
Elvis Presley avait été pressenti pour un rôle dans le film, mais il faisait son service militaire à cette période.
Le film ayant été un succès commercial, deux suites ont été produites en 1961 et 1963 : Gidget à Hawaï (Gidget Goes Hawaiian), avec Deborah Walley dans le rôle de Gidget et Gidget à Rome (Gidget Goes to Rome), puis une série télévisée Gidget (en) avec Sally Field dans le rôle-titre.